# 김영남 (축구인)
김영남(한국 한자: 金榮男, 1986년 4월 2일 ~ )은 대한민국의 축구 선수이다.

## 클럽 경력

### 대전 한국수력원자력
2009년 대전 한국수력원자력에 입단하여 첫 시즌에 10경기 선발, 7경기에 교체 출전하여 7골을 넣는 득점력을 과시하였다. 이후 2010 시즌 개막전에서도 강릉시청을 상대로 골을 넣는 등 득점 기록을 이어갔다.
2011년 고양 국민은행으로 이적하여 2시즌 간 정규 리그 39경기에 출전하여 12골을 기록하였다.
2013 시즌을 앞두고 열린 K리그 드래프트에 참가하여 2부 리그 FC 안양에 지명되었다.

## 수상

### 개인
- 내셔널리그 득점상: 2010
- 내셔널리그 베스트 11: 2010